# Хырбовэц (Новоаненский район)
Хырбовэц (рум. Hîrbovăț) — село в Новоаненском районе Молдавии. Относится к сёлам, не образующим коммуну.

## География
Село расположено на высоте 92 метров над уровнем моря.
На окраине села расположен Гербовецкий лес. В лесу находятся строения Бендерской лесоопытной станции и Гербовецкого лесничества (по состоянию на конец 90-х гг). Господствующая растительность — дуб. Дубняк мелкорослый, так как сильно поражается цикадой. Для уничтожения цикады лесничество успешно заселило лес фазаном. Лес очень богат дикорастущей алычёй с плодами всех цветов — желтая, красная, черная. Искусственно, с хорошими результатами, разведена ель. Распространены боярышник и акация. Из кустарников, на опушках, выделяются заросли бузины чёрной.
Весной очень обильны подснежники, с крупными белыми, лилиобразными цветами. Всего в 10 км, в Меренештском лесу подснежники с мелкими голубыми цветами.

## Население
По данным переписи населения 2004 года, в селе Хырбовэц проживает 5447 человек (2633 мужчины, 2814 женщин).
Этнический состав села:
| Национальность | Число жителей | Процентный состав |
| -------------- | ------------- | ----------------- |
| молдаване      | 5348          | 98,18             |
| румыны         | 36            | 0,66              |
| русские        | 28            | 0,51              |
| украинцы       | 25            | 0,46              |
| гагаузы        | 3             | 0,06              |
| болгары        | 2             | 0,04              |
| поляки         | 1             | 0,02              |
| прочие         | 4             | 0,07              |
| Всего          | 5447          | 100 %             |